# Semibarbula ranuii
Semibarbula ranuii är en bladmossart som beskrevs av Hirendra Chandra Gangulee 1964. Semibarbula ranuii ingår i släktet Semibarbula och familjen Pottiaceae. Inga underarter finns listade i Catalogue of Life.